# 1807 год в науке
В 1807 году были различные научные и технологические события, некоторые из которых представлены ниже.

## События
- Основана Зоологическая государственная коллекция Мюнхена.
- Основана Обсерватория Арчетри.
- Основано Геологическое общество Лондона — старейшее геологическое общество в мире.
- Английский физик Томас Юнг ввёл в науку ключевой термин «энергия» (пока только для кинетической энергии). Широкое распространение термин получил во второй половине XIX века благодаря поддержке лорда Кельвина[1].

### Открытия
- 29 марта — Веста, один из крупнейших астероидов в главном астероидном поясе.

## Родились
- 13 января — Алексей Дмитриевич Галахов, историк русской литературы.
- 25 марта — Годрон, французский ботаник, врач, профессор естествознания.
- 10 мая — Жан-Виктор Кост, французский естествоиспытатель.
- 28 мая — Луи Агассис, естествоиспытатель, один из основоположников гляциологии.
- 10 сентября — Иван Петрович Сахаров, русский этнограф и фольклорист, археолог и палеограф.
- 1 октября — Эудженио Альбери, итальянский историк.
- 21 ноября — Александр Генри Халидей, ирландский энтомолог.
- Жюль-Пьер Верро — французский ботаник и орнитолог.
- Фердинанд Клеменс — немецкий математик.

## Скончались
- 4 января — Левицкий, российский философ, адъюнкт умозрительной и практической философии Казанского университета.
- 28 июля — Луи Поль Абей, французский экономист, принадлежавший к школе физиократов.
- Андрей Казимирович Мейер — российский историк, этнограф второй половины XVIII века.